# Leptognathia rotundicauda
Leptognathia rotundicauda är en kräftdjursart som beskrevs av Kudinova-pasternak 1970. Leptognathia rotundicauda ingår i släktet Leptognathia och familjen Leptognathiidae. Inga underarter finns listade i Catalogue of Life.